# 三氯硫磷
三氯硫磷，化学式PSCl3。

## 性质
三氯硫磷是一种无色透明发烟的液体，易挥发，有刺激性气味和强烈的催泪作用，对眼睛和其他粘膜有腐蚀性。遇冷水缓慢水解，遇热水则迅速分解为磷酸、硫化氢和氯化氢。溶于苯、四氯化碳和二硫化碳。

## 制备
由三氯化磷与硫黄按一定配比在加热情况下反应生成三氯硫磷，由反应器连续蒸出，经回流冷凝、分离，得三氯硫磷。
{\displaystyle {\rm {\ PCl_{3}+S\rightarrow PSCl_{3}}}}
此外五氯化磷与五硫化二磷反应也可得到三氯硫磷，产率约70％。
{\displaystyle {\rm {\ 3PCl_{5}+P_{2}S_{5}\rightarrow 5PSCl_{3}}}}

## 用途
三氯硫磷主要用于生产有机磷农药如甲基对硫磷、二甲基硫代磷酰氯、二乙基硫代磷酰氯以及甲胺磷、倍硫磷、禾螟松等高效低毒有机磷农药的原料。 也用于有机合成中向底物分子 引入 P＝S 键，制取含磷和含硫化合物。例如，三氯硫磷与三级酰胺反应，得到相应的硫代酰胺。